# Aeroportul Naracoorte
Aeroportul Naracoorte (IATA: NAC, ICAO: YNRC) este un aeroport din Australia de Sud, Australia.
Situat la o altitudine de 52 m, aeroportul dispune de o singură pistă. Este operat de Naracoorte Lucindale Council⁠(d).